# Beaver Club
Pour les articles homonymes, voir Beaver.

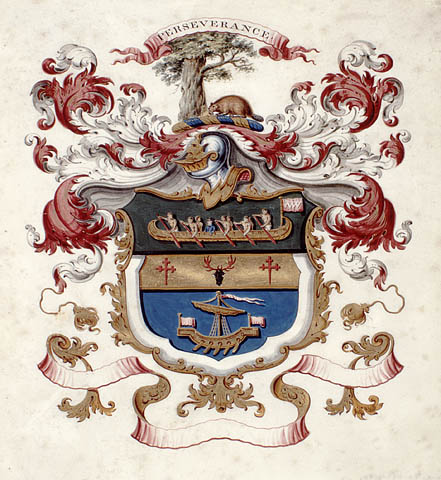
Blason de la Compagnie du Nord-Ouest.

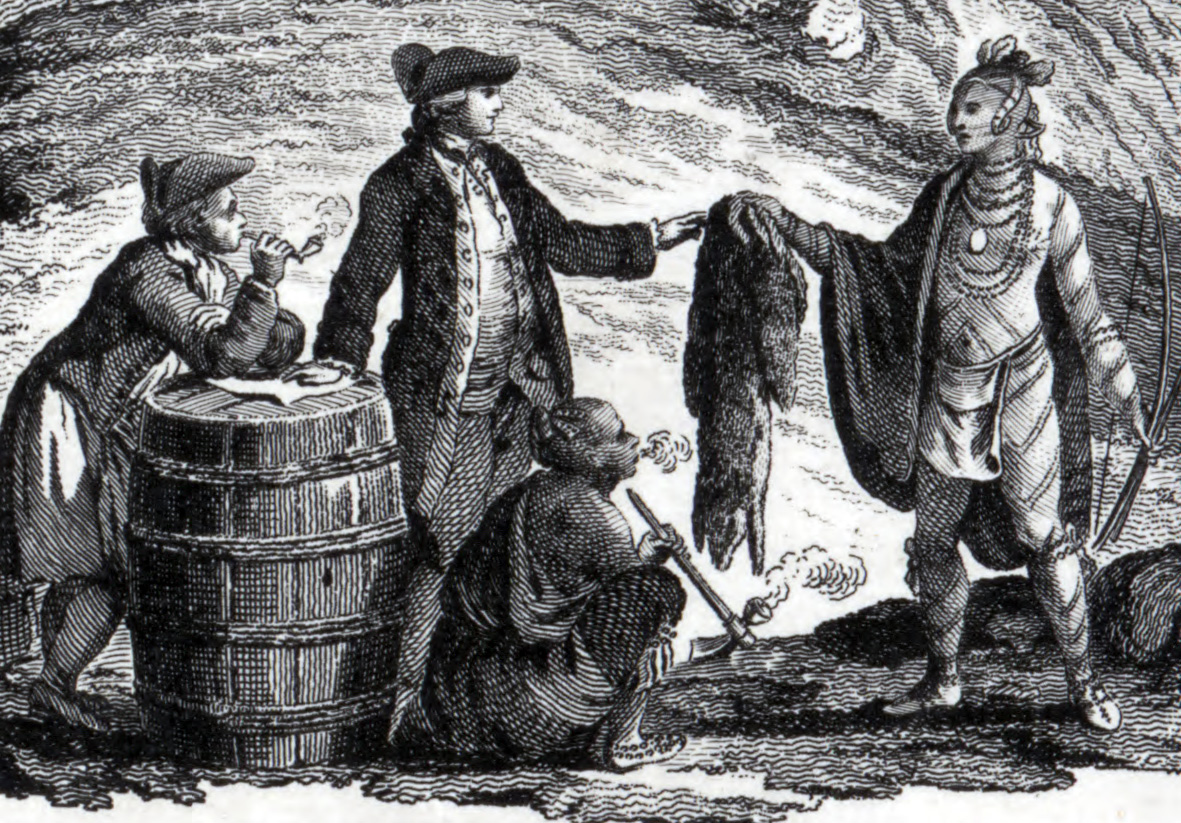
Trappeurs canadiens en 1777.

Le Beaver Club est un club social fondé en 1785 à Montréal par la Compagnie du Nord-Ouest. Il regroupait des marchands principalement anglophones mais également francophones engagés activement dans la traite des fourrures. Il cesse d'exister en 1827.

## Histoire
Le commerce de la fourrure, notamment du castor canadien (en anglais beaver), était une activité économique de premier plan. Chaque printemps, de la fin du XVIIIe siècle au début du XIXe siècle, une flottille de 700 à 800 canoës, chargés de trappeurs et de voyageurs partait de Lachine pour remonter vers l'Ouest et le Nord. Les grands négociants dans le commerce de la fourrure amassèrent ainsi des fortunes colossales et formèrent une caste de richissimes hommes d'affaires. Au moment où le commerce était en pleine expansion, ils décidèrent de créer un cercle social réservé aux personnalités et confrères pratiquant le commerce des peaux.
À sa fondation, le club comprenait 19 membres : six Écossais (dont James McGill), trois Anglais (Benjamin Frobisher et ses frères Thomas et Joseph), deux Américains (Peter Pond et Alexander Henry) et huit Canadiens français, dont quatre étaient déjà engagés dans ce commerce avant que le Canada passe sous contrôle anglais en 1763 : Charles-Jean-Baptiste Chaboillez, Maurice-Régis Blondeau, Hippolyte Des Rivières, Étienne Campeau, suivis par Jean Baptiste Jobert et Gabriel Côté,. 
Au début, seuls pouvaient être admis au club les voyageurs qui avaient passé un hiver dans le Pays-d'en-Haut, au nord de Fort William, ce qui empêcha Simon McTavish d'y adhérer jusqu'en 1792, alors même qu'il était le chef de la Compagnie du Nord-Ouest. 
Le club se réunissait toutes les deux semaines, entre le début décembre et la mi-avril. Au cours de ces réunions, les membres devaient obligatoirement porter cinq toasts: à la Mère de tous les saints, au roi, au commerce de la fourrure, aux voyageurs et à leurs familles, ainsi qu'aux membres absents. Les voyageurs se passaient le calumet de la paix et échangeaient sur les particularités des langues et des coutumes indiennes. Les réunions étaient copieusement arrosées et se terminaient parfois au petit matin.
Le club a une activité régulière de 1785 à 1804, date à laquelle il compte 25 membres, dont six sont des membres fondateurs. Après trois années de mise en veilleuse, il reprend ses activités en 1807. Il n'existe aucun enregistrement des réunions avant 1807. À la réunion du 28 janvier 1807, une vive discussion s'engage sur le nom du club, la moitié des douze membres présents voulant le renommer «Club des Voyageurs». Le vote étant réparti également entre les tenants du nouveau nom et ceux de l'ancien, la question est réglée par pile ou face, qui donne raison à ces derniers. Les règles sont alors assouplies et fixent le nombre maximum de membres à quarante, plus huit membres honoraires. Le club continue ses réunions régulièrement jusqu'en 1817 pour retomber de nouveau en léthargie. Les difficultés que connaît alors le commerce de la fourrure mènent à la fusion de la Compagnie du Nord-Ouest avec la Compagnie de la Baie d'Hudson. Malgré une brève tentative de réanimation, le club cesse définitivement d'exister après sa dernière réunion tenue le 5 mars 1827, .

## Épilogue
À l'occasion du 200e anniversaire de la fondation du Beaver Club, un gala est organisé au Reine-Elizabeth le 25 janvier 1985 sous la présidence de Roger D. Landry, où se retrouvent quelque six cents personnalités en costume d'époque. Apprenant cette nouvelle, le cinéaste Pierre Falardeau propose à l’Office national du film du Canada (ONF) de filmer l'événement. Ces images ne seront toutefois utilisées qu'en 1993 pour servir de matériau au film Le Temps des bouffons, un documentaire pamphlétaire d'une quinzaine de minutes.